# Fort Herkimer

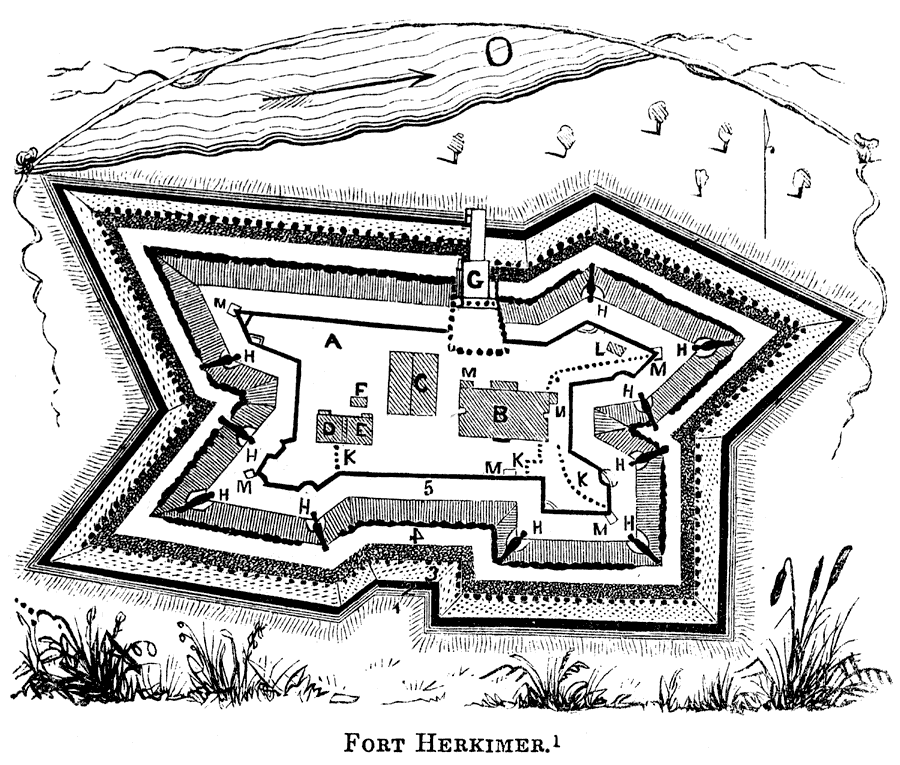
Plan över Fort Herkimer 1776.

Fort Herkimer var en skans belägen i German Flatts, New York, USA.

## Fransk-indianska kriget
Skansen byggdes omkring 1740 kring familjen Herkimers ägor. Under det fransk-indianska kriget förde kapten Nicholas Herkimer befälet när fransk-indianska styrkor överföll German Flatts (dagens Herkimer, New York) 1757.

## Amerikanska frihetskriget

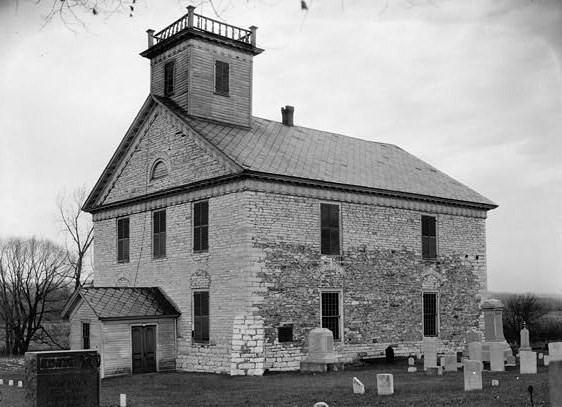
Kyrkan i Fort Herkimer

.Under det amerikanska frihetskriget byggdes skansen om runt ortens kyrka. Fortet blev förstört när Eriekanalen byggdes 1840, men kyrkan står kvar och är i användning.